# Zdarzenie trójdżetowe
Zdarzenie trójdżetowe – w fizyce cząstek elementarnych jest zdarzeniem, w rezultacie którego powstają cząstki skupione w trzech dżetach (strugach).
Pojedynczy dżet zawiera cząstki poruszające się w zbliżonym kierunku. Można narysować trzy stożki wychodzące z miejsca zdarzenia, odpowiadające poszczególnym dżetom, w ten sposób, że każda z wynikowych cząstek będzie się znajdowała w którymś ze stożków. Zdarzenia te są obecnie najbardziej bezpośrednimi dowodami na istnienie gluonów. Zostały po raz pierwszy zaobserwowane w eksperymencie TASSO, przeprowadzonym w akceleratorze PETRA w laboratorium DESY.
Ponieważ dżety powstają zwykle podczas hadronizacji kwarków, a kwarki powstają tylko w parach, potrzebna jest dodatkowa cząstka do wyjaśnienia nieparzystej liczby dżetów. Chromodynamika kwantowa twierdzi, że cząstką taką jest w szczególności energetyczny gluon, wypromieniowany przez jeden z kwarków.
Szczególnie frapującą właściwością zdarzeń trójdżetowych, zaobserwowanych w DESY i szczegółowo przeanalizowanych eksperymentalnie w zderzaczu LEP, jest ich spójność z modelem strunowym z Lund. Model ten zakłada, że „struny” niskoenergetycznych gluonów formują się najmocniej pomiędzy kwarkami a wysokoenergetycznymi gluonami oraz że przerwanie takiej struny w nową parę kwark-antykwark (część procesu hadronizacji) skutkuje powstawaniem „zbłąkanych” hadronów pomiędzy dżetami (w tej samej płaszczyźnie). Ponieważ oddziaływanie kwark-gluon jest silniejsze od oddziaływań kwark-kwark, hadrony takie powinno się obserwować najrzadziej pomiędzy dżetami dwóch kwarków. W rezultacie model przewiduje, że zbłąkane hadrony nie pojawią się pomiędzy tymi dwoma dżetami, ale pomiędzy każdym z nich i trzecim. Dokładnie takie zjawisko zaobserwowano.
W ramach testu fizycy rozważyli zdarzenie z fotonem powstającym w podobnym procesie. W tym przypadku oddziaływanie kwark-kwark jest jedynym oddziaływaniem silnym, więc „struny” tworzą się pomiędzy kwarkami a zbłąkane hadrony występują pomiędzy ich dżetami. Owa różnica między zdarzeniami trójdżetowym a dwudżetowym z energetycznym fotonem, z których wynikają unikalne właściwości z powodu oddziaływań silnych, może być wyjaśniona tylko przez istnienie nowej cząstki w tamtym dżecie, będącej gluonem.
Schemat rozumowania przedstawiony jest poniżej. Rysunki te nie są diagramami Feynmana, są dwuwymiarowymi „migawkami” zdarzenia.

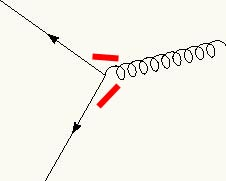
Dwa kwarki (linie ciągłe) oraz gluon (linia kręcona) rozlatują się w różne strony, ze strunami (czerwone paski) pomiędzy gluonem a każdym z kwarków.
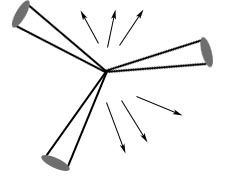
Jako rezultat tworzą się trzy dżety (stożki), z dodatkowymi hadronami (strzałki) tam, gdzie były struny.
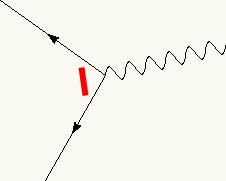
Dla porównania fizycy patrzyli na zdarzenie z dwoma kwarkami i fotonem (linia falowana). Tutaj struny formują się tylko pomiędzy kwarkami.
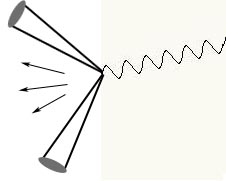
A zatem dodatkowe hadrony powstają tylko pomiędzy dwoma dżetami, co jest zgodne z obserwacją.

## Kąt Ellisa-Kalinera
Kąt Ellisa-Kalinera to kąt kinematyczny pomiędzy najbardziej energetycznymi dżetami w zdarzeniu trójdżetowym. Kąt ten nie jest mierzony w laboratoryjnym układzie odniesienia, lecz w układzie pchniętym wzdłuż energii najbardziej energetycznego dżetu, tak więc dwa pozostałe dżety pozostają z tyłu. Mierząc rozkład kąta Ellisa-Kalinera w elektronowo-pozytronowym pierścieniu PETRA w DESY, fizycy ustalili, że gluony mają spin raczej jednostkowy, niż zerowy czy dwójkowy. Dalsze eksperymenty w akceleratorze pierścieniowym LEP w CERN potwierdziły te wyniki.